# Pliešovce
Pliešovce es un municipio del distrito de Zvolen en la región de Banská Bystrica, Eslovaquia, con una población estimada a final del año 2024 de 2262 habitantes.
Se encuentra ubicado en el centro-oeste de la región, en los montes Centrales Eslovacos y la cuenca hidrográfica del río Hron —un afluente izquierdo del Danubio— y cerca de la frontera con la región de Nitra.

## Demografía
| Año        | 1994 | 2004    | 2014    | 2024    |
| ---------- | ---- | ------- | ------- | ------- |
| Población  | 2259 | 2203    | 2279    | 2262    |
| Diferencia |      | −2,47 % | +3,44 % | −0,74 % |

| Año        | 2023 | 2024    |
| ---------- | ---- | ------- |
| Población  | 2265 | 2262    |
| Diferencia |      | −0,13 % |